# Бобая (Хунедоара)
Бобая (рум. Bobaia) — село у повіті Хунедоара в Румунії. Входить до складу комуни Бошород.
Село розташоване на відстані 271 км на північний захід від Бухареста, 26 км на південний схід від Деви, 127 км на південь від Клуж-Напоки, 146 км на схід від Тімішоари.

## Населення
За даними перепису населення 2002 року у селі проживали 153 особи, усі — румуни. Усі жителі села рідною мовою назвали румунську.